# VisionOS
visionOS est le système d'exploitation de l'ordinateur spatial Apple Vision Pro, développé par Apple Inc. Le système d'exploitation a été lancé le 5 juin 2023 lors de la Worldwide Developers Conference, avec Apple Vision Pro, le seul appareil qui exécute visionOS.

## Fonctionnalités de visionOS

### Interactions
visionOS dispose d'interactions oculaires, vocales et gestuelles spécifiques pour naviguer à travers les applications du casque d'Apple.
Les yeux permettent de sélectionner des éléments de l'interface de visionOS, comme ouvrir une application ou sélectionner une musique dans Apple Music.
Les gestes permettent de cliquer, double-cliquer, maintenir, glisser, zoomer, effectuer une rotation.
Le système prend également en charge les claviers physiques et virtuels et les manettes de jeu.

### Digital Crown
La Digital Crown, qui reprend le design de celle de l'Apple Watch, permet à un utilisateur de contrôler l'immersion dans un environnement.

### Mode invité
visionOS dispose d'un mode invité qui permet l'utilisation d'un casque par plusieurs utilisateurs.

### App Store
Le système dispose d'un magasin d'applications comme sur iOS et macOS, pour permettre à l'utilisateur de télécharger des applications tierces.